# Muzeum Wsi Liptowskiej
Muzeum Wsi Liptowskiej (słow. Múzeum liptovskej dediny) – skansen znajdujący się w słowackiej miejscowości Przybylina (Pribylina), w historycznym regionie Liptów. Położony jest na obrzeżach wsi, przy potoku Račková (Raczkowy Potok). Muzeum Wsi Liptowskiej jest oddziałem Muzeum Liptowskiego (Liptovské múzeum) w Rużomberku.
Skansen został otwarty w 1991. Gromadzone są tutaj budynki z terenu Liptowa, głównie z miejscowości zalanych przez zbiornik Liptovská Mara. W wielu przypadkach są to rekonstrukcje, które złożono z oryginalnych elementów z przełomu XIX i XX wieku. Do najciekawszych należą dwa obiekty z kamienia – wczesnogotycki kościół pw. Marii Dziewicy ze wsi Liptovská Mara oraz gotycko-renesansowy dwór (kasztel) ze wsi Parížovice. Są to obiekty zrekonstruowane z wykorzystaniem oryginalnych fragmentów. Z budynków drewnianych największym jest karczma z miejscowości Čachtické Podhradie, która została wykorzystana jako dekoracja podczas kręcenia filmu Bathory. Pozostałe obiekty skansenu to budynki mieszkalne i gospodarcze (a także m.in. budynek straży pożarnej, sklep i szkoła), w których prezentowane jest życie codziennie mieszkańców dawnego Liptowa.
W 2004 Tatrzański Park Narodowy (skansen znajduje się przy strefie ochronnej parku) uruchomił w muzeum swój punkt informacyjny oraz ścieżkę dydaktyczną.
W Muzeum Wsi Liptowskiej odbywają się cykliczne imprezy folklorystyczne. Hodowane są także tutaj konie rasy huculskiej.

## Považská lesná železnica
W 2004 w muzeum uruchomiono ekspozycję związaną z wąskotorową kolejką leśną (Považská lesná železnica), kursującą od 1921 (według innych źródeł od 1916) do 1972 wzdłuż Czarnego Wagu – z Liptowskiego Gródka (Liptovský Hrádok) przez wieś Liptovska Teplička do miejscowości Staníkovo. Kolejka przegrała konkurencję z transportem samochodowym i stała się nieopłacalna; po likwidacji kursów ocalałe fragmenty, tabor oraz obiekty techniczne powoli niszczały i zostały rozkradzione.
Na przełomie 2001 i 2002 przeniesiono do skansenu istniejący tabor oraz fragmenty torów. W halach używanych podczas budowy skansenu urządzono ekspozycję dawnego parku maszynowego, kilka wagonów i lokomotywa stoi również na zewnątrz. W przyszłości planowane jest wybudowanie odcinka torów w skansenie (do kościoła i parkingu), na których będzie można odbywać krótkie przejazdy turystyczne (obecnie w skansenie jest tylko kilkaset metrów toru).

## Galeria

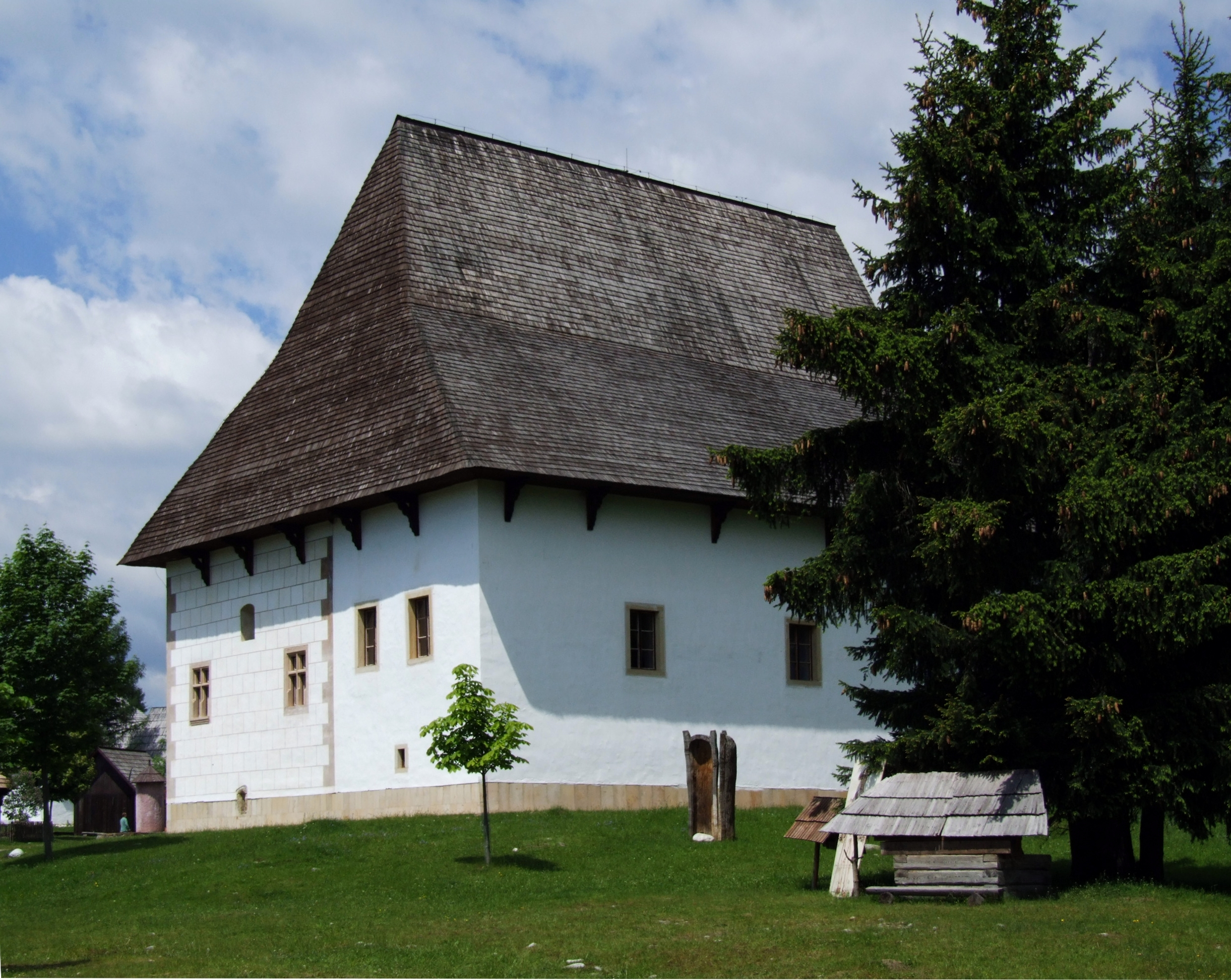
Dwór
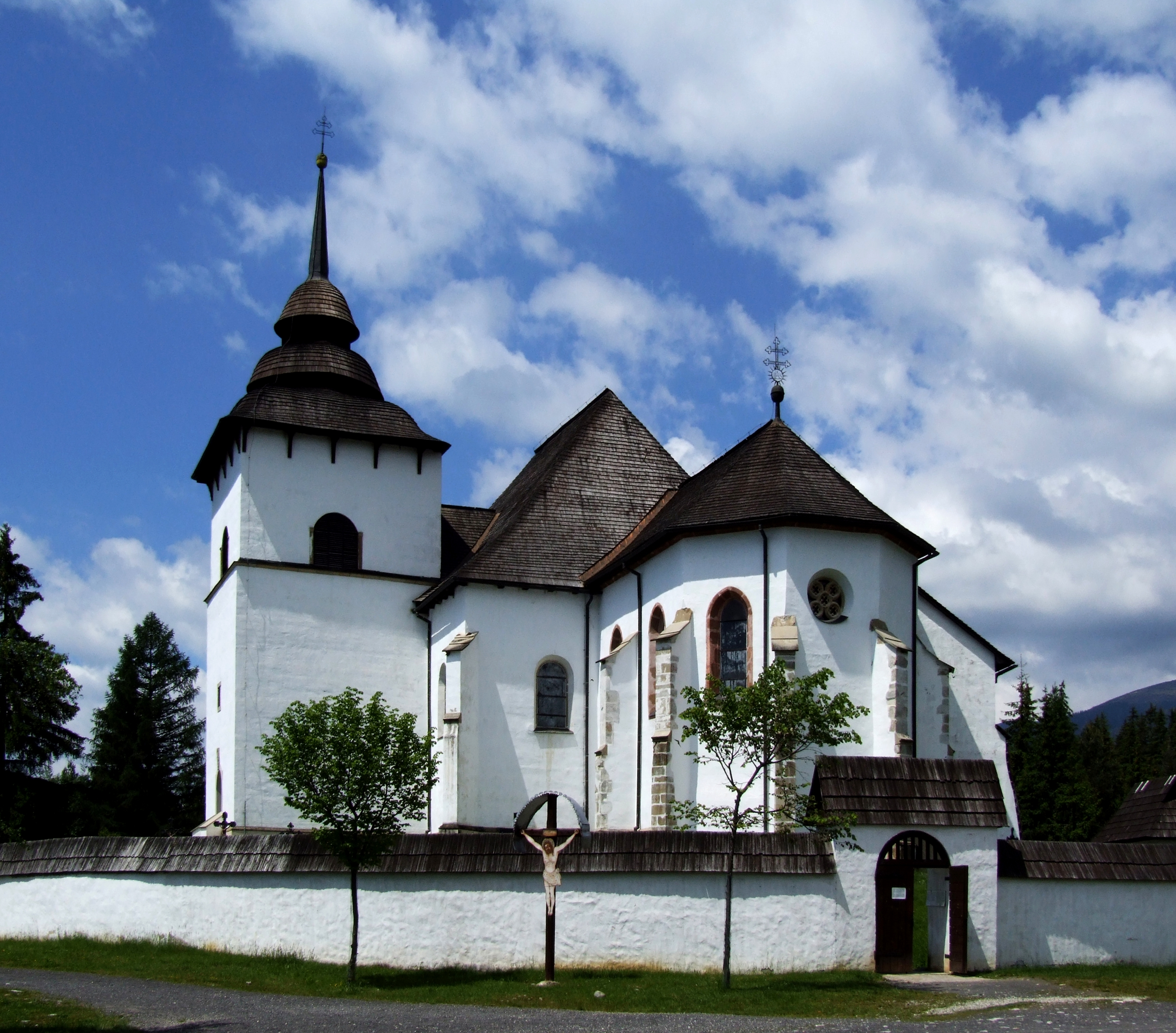
Wczesnogotycki kościół
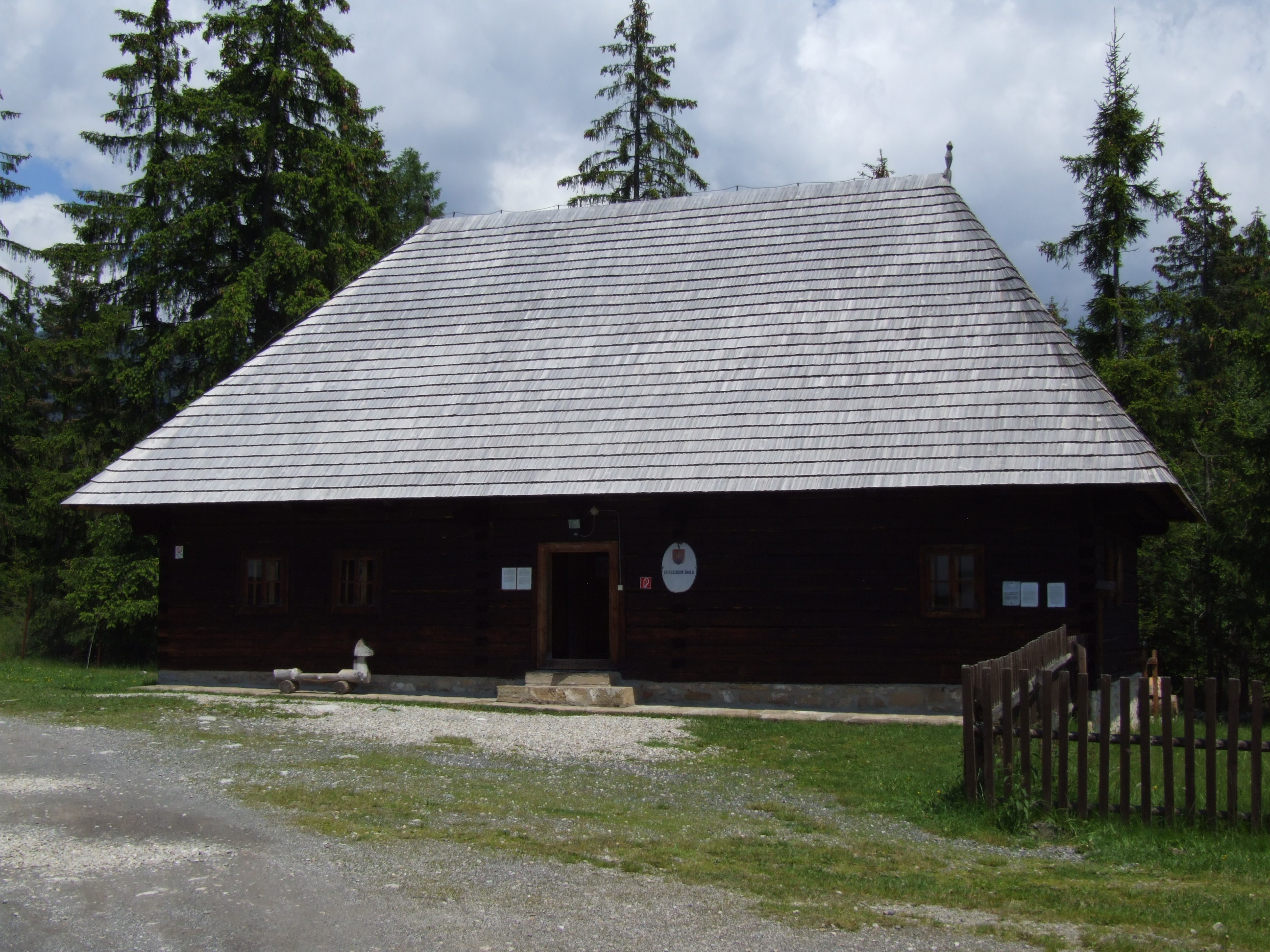
Szkoła
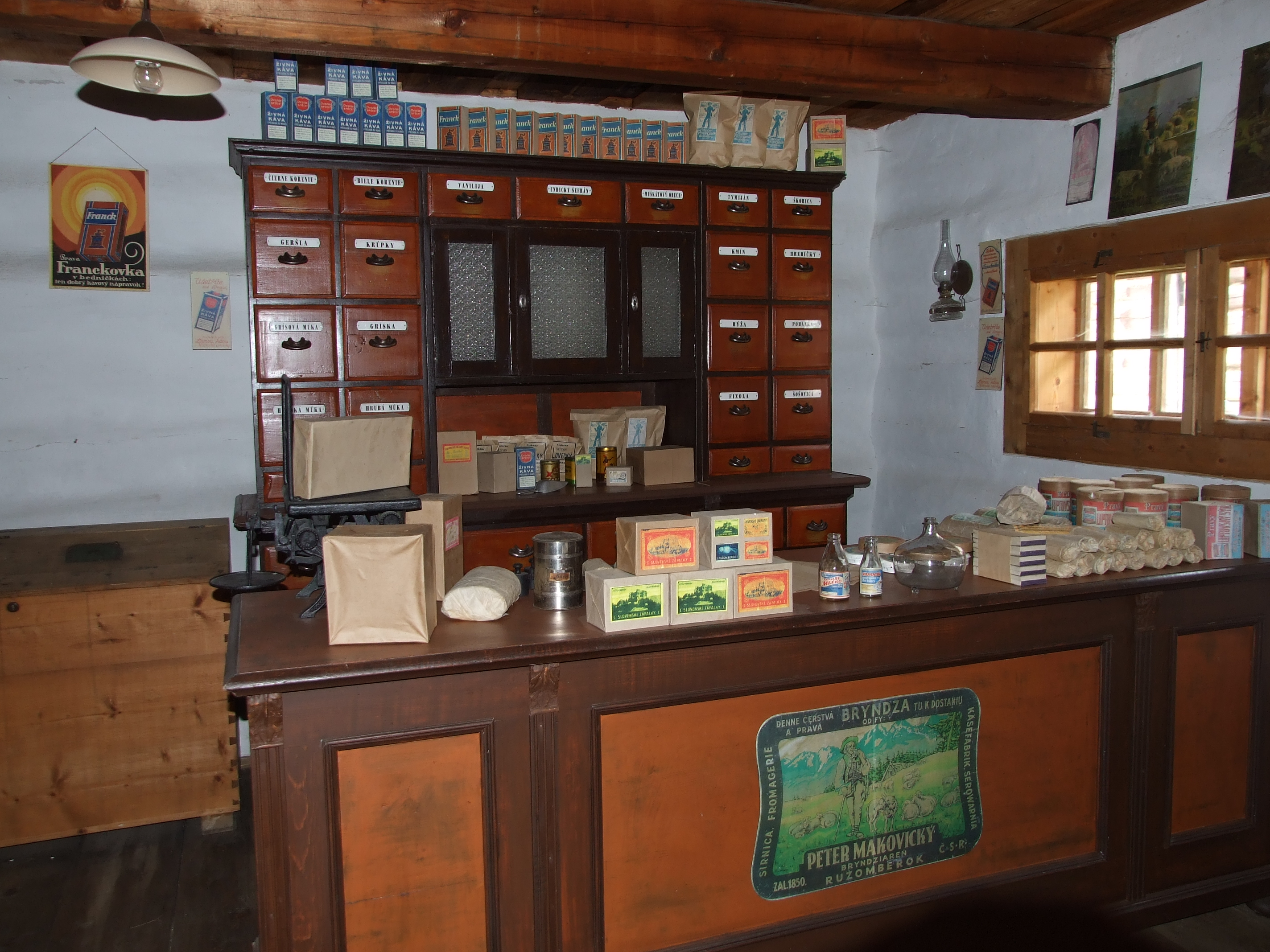
Wnętrze sklepu
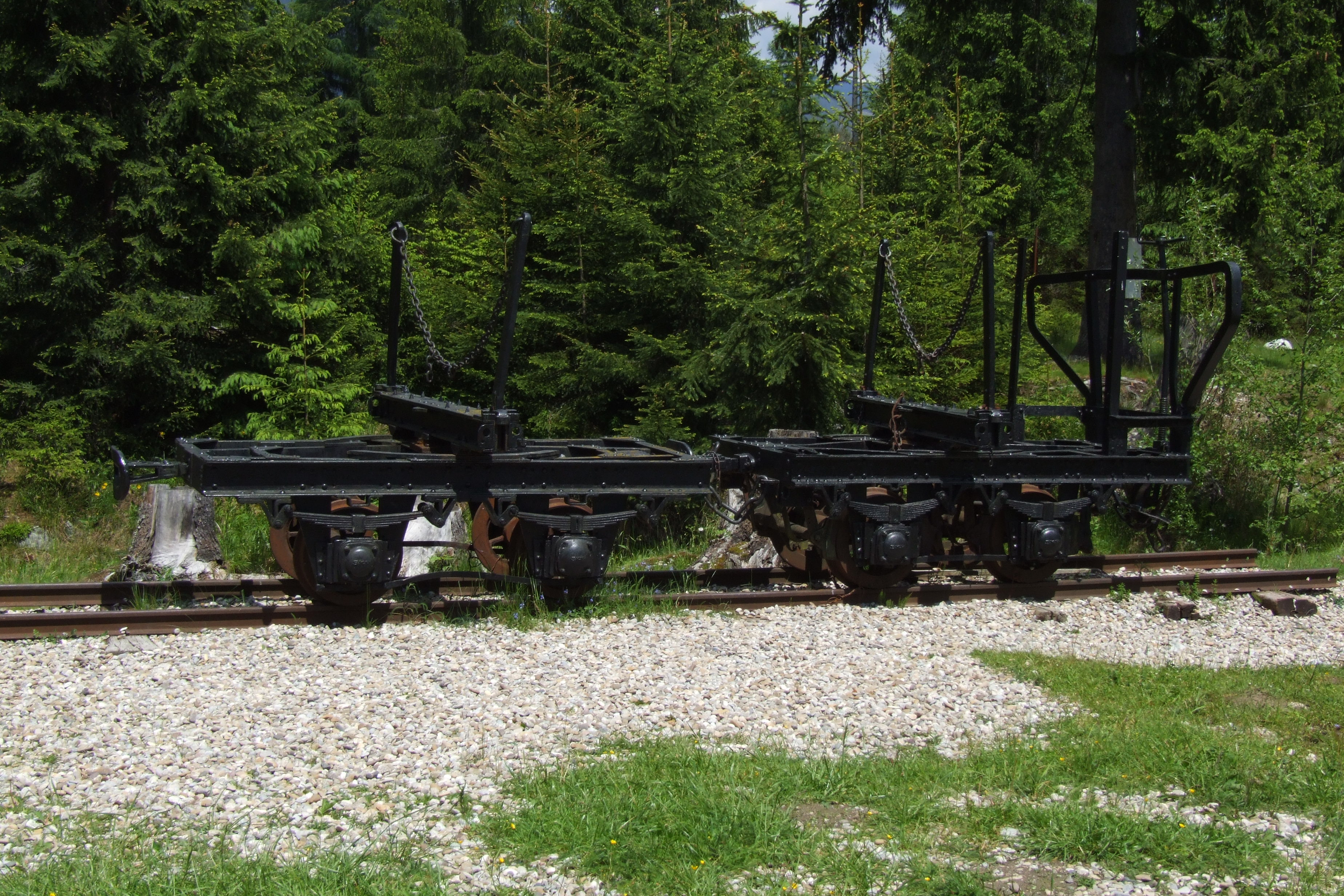
Wagon dawnej kolejki leśnej
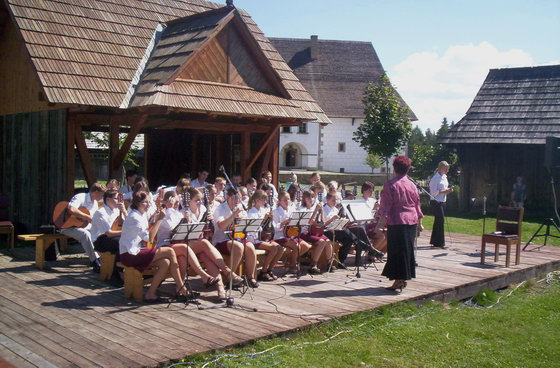
Występy podczas imprezy folklorystycznej